# CANDY GIRL (ゲーム)
CANDY GIRLは、アダルトゲームソフトのタイトル。

## 概要
2005年12月にLe.Chocolatから発売。
オリエント工業から発売されたキャンディーガールがゲームに出演している。製作にあたっては、撮影は朝から晩まで行い計13日がかかり、ソックスをはかすのが難しく時間がかかったり、衣装はレザーとシリコンがくっついて手間取ったなどと苦労する。オリエント工業の広報は、キャンディガールは物を言わないところが良いところであると考えていたが、ゲームになったことで考えが変わり、キャンディガールに喋らせる機能を搭載させることを考える。
女性の登場人物であるキャンディガールはフルボイス。

### 内容
プレイヤーは、最初の選択肢で会社員か兄か調教師のどれになるかを選択する。このことでプレイヤーは自らの運命を選択することになり、その運命を歩む。プレイヤーの相手をするのは人形であるが、その人形たちは魂を持ち、プレイヤーと接することで様々な運命を歩み、人間と同じ生き方を選べるようになるかというストーリー。